# Stephen Mokoka
Stephen Mokoka (ur. 1 kwietnia 1985 w Mahikeng) – południowoafrykański lekkoatleta, specjalizujący się w biegach długich.
Złoty medalista mistrzostw Afryki na dystansie 10 000 metrów (2016).
W 2007, 2011 i 2013 zdobywał medale uniwersjady w biegu na 10 000 metrów.
Trzykrotny uczestnik mistrzostw świata w półmaratonie. Bez większych osiągnięć uczestniczył w czterech edycjach przełajowych mistrzostw świata. Ma w dorobku srebrny medal w rywalizacji drużynowej z mistrzostw Afryki w przełajach (2011).
Złoty medalista mistrzostw RPA na różnych dystansach.
Rekordy życiowe: bieg na 5000 metrów – 13:11,44 (18 kwietnia 2015, Stellenbosch) rekord Południowej Afryki, bieg na 10 000 metrów – 27:40,73 (12 kwietnia 2012, Port Elizabeth), półmaraton – 59:36 (17 października 2020, Gdynia) rekord Południowej Afryki, maraton – 2:06:42 (26 lutego 2023, Osaka).

## Osiągnięcia
| Rok  | Impreza                                   | Miejsce        | Konkurencja              | Lokata      | Wynik    |
| ---- | ----------------------------------------- | -------------- | ------------------------ | ----------- | -------- |
| 2005 | Uniwersjada                               | Izmir          | bieg na 10 000 m         | 9. miejsce  | 29:42,65 |
| 2007 | Uniwersjada                               | Bangkok        | bieg na 10 000 m         | 3. miejsce  | 30:31,78 |
| 2008 | Mistrzostwa świata w biegach przełajowych | Edynburg       | bieg przełajowy na 12 km | 74. miejsce | 37:52    |
| 2008 | Mistrzostwa świata w półmaratonie         | Rio de Janeiro | półmaraton               | 67. miejsce | 71:45    |
| 2009 | Mistrzostwa świata w biegach przełajowych | Amman          | bieg przełajowy na 12 km | 32. miejsce | 36:47    |
| 2009 | Mistrzostwa świata w półmaratonie         | Birmingham     | półmaraton               | 8. miejsce  | 61:36    |
| 2010 | Mistrzostwa świata w biegach przełajowych | Bydgoszcz      | bieg przełajowy na 12 km | 22. miejsce | 34:23    |
| 2011 | Mistrzostwa Afryki w biegach przełajowych | Kapsztad       | bieg przełajowy na 12 km | 6. miejsce  | 36:49    |
| 2011 | Mistrzostwa świata w biegach przełajowych | Punta Umbría   | bieg przełajowy na 12 km | 15. miejsce | 35:10    |
| 2011 | Uniwersjada                               | Shenzhen       | bieg na 10 000 m         | 2. miejsce  | 28:53,09 |
| 2012 | Mistrzostwa Afryki                        | Porto-Novo     | bieg na 10 000 m         | 8. miejsce  | 28:49,14 |
| 2012 | Igrzyska olimpijskie                      | Londyn         | maraton                  | 49. miejsce | 2:19:52  |
| 2012 | Mistrzostwa świata w półmaratonie         | Kawarna        | półmaraton               | 8. miejsce  | 1:02:06  |
| 2013 | Uniwersjada                               | Kazań          | bieg na 10 000 m         | 1. miejsce  | 28:45,96 |
| 2013 | Uniwersjada                               | Kazań          | półmaraton               | 2. miejsce  | 1:03:37  |
| 2013 | Uniwersjada                               | Kazań          | półmaraton (drużynowo)   | 1. miejsce  | 3:12:52  |
| 2013 | Mistrzostwa świata                        | Moskwa         | bieg na 10 000 m         | 20. miejsce | 28:11,61 |
| 2014 | Mistrzostwa świata w półmaratonie         | Kopenhaga      | półmaraton               | 12. miejsce | 60:47    |
| 2015 | Mistrzostwa świata w biegach przełajowych | Guiyang        | bieg seniorów            | 29. miejsce | 37:14    |
| 2015 | Mistrzostwa świata                        | Pekin          | bieg na 10 000 m         | 20. miejsce | 28:47,40 |
| 2015 | Igrzyska afrykańskie                      | Brazzaville    | bieg na 5000 m           | 6. miejsce  | 13:25,03 |
| 2016 | Mistrzostwa świata w półmaratonie         | Cardiff        | półmaraton               | 10. miejsce | 61:27    |
| 2016 | Mistrzostwa Afryki                        | Durban         | bieg na 10 000 m         | 1. miejsce  | 28:02,97 |
| 2016 | Igrzyska olimpijskie                      | Rio de Janeiro | bieg na 10 000 m         | 18. miejsce | 27:54,57 |
| 2017 | Mistrzostwa świata                        | Londyn         | bieg na 10 000 m         | 20. miejsce | 28:14,67 |
| 2019 | Mistrzostwa świata                        | Doha           | maraton                  | 5. miejsce  | 2:11:09  |
| 2020 | Mistrzostwa świata w półmaratonie         | Gdynia         | półmaraton               | 7. miejsce  | 59:36    |
| 2020 | Mistrzostwa świata w półmaratonie         | Gdynia         | półmaraton (drużynowo)   | 5. miejsce  |          |
| 2021 | Igrzyska olimpijskie                      | Tokio          | maraton                  | –           | DNF      |
| 2023 | Mistrzostwa świata w biegach ulicznych    | Ryga           | półmaraton               | 11. miejsce | 1:00:29  |
| 2024 | Igrzyska olimpijskie                      | Paryż          | maraton                  | 27. miejsce | 2:10:59  |